# Frankfurter Kickers
Die Frankfurter Kickers waren ein 1899 oder 1900 gegründeter Fußballverein in der Stadt Frankfurt am Main, der sich schon bald nach seiner Gründung als Stadt- und Gaumeister von sich reden machte und mit Fritz Becker den ersten Frankfurter Nationalspieler hervorbrachte. Die Kickers bestanden nur rund zehn Jahre, der Verein fusionierte am 7. Mai 1911 mit der Frankfurter FC Victoria 1899 zum Frankfurter Fußball-Verein (Kickers-Viktoria), der 1920 in der Turn- und Sportgemeinde Eintracht, der späteren Frankfurter Eintracht aufging.

## Gründung

Kopf der Anstecknadel zum 10-jährigen Jubiläum, datiert auf den 13. November 1909

Über das genaue Gründungsdatum der Frankfurter Kickers gibt es widersprüchliche Angaben. Die Zeitschrift Sport und Welt berichtete im November 1900, dass sich im Juni desselben Jahres ein neuer Fußballclub unter dem Namen Frankfurter Kickers konstituiert und am 6. Juli eine Hauptversammlung abgehalten habe, auf der der Vorstand gewählt worden sei. Gegen das Gründungsjahr 1900 spricht allerdings eine 1909 hergestellte Anstecknadel, die die Aufschrift FUSSBALL Vr. Fr. KICKERS, eine „10“, sowie das Datum „13.11.09“ trägt. Dadurch kann angenommen werden, dass zu diesem Datum das zehnjährige Bestehen der Kickers gefeiert wurde, was auch durch eine Vereinszeitung aus dem Jahr darauf gestützt wird, in der es heißt: F.V. Frankfurter Kickers. Der Verein ist im Jahre 1899 gegründet worden und zwar vornehmlich von Sekundanten der Adlerflycht- und der Klingerschule.
Der Frankfurter Fußball-Club 1899 entstand im Frankfurter Stadtteil Bockenheim, gespielt wurde auf der „Hundswiese“. Die dort spielenden Schüler der Adlerflycht- und der Klingerschule schlossen sich nach und nach dieser Spielgesellschaft an. Für den Sommer 1899 sind zwei Spiele der Spielgesellschaft gegen die Victoria dokumentiert, bei einer weiteren Begegnung im September wird diese Mannschaft als F. Fußballclub 1899 (früher Spielgesellschaft) benannt.
Am 28. November 1900 fusionierten die Frankfurter Kickers und der Frankfurter Fußballclub 1899 zum Frankfurter Fußballclub 1899 – Kickers. Der Verein stellte nunmehr drei Fußball- und zwei Rugby-Mannschaften.

## Spielbetrieb und Erfolge
Gleich in den ersten Begegnungen stellten die Mannschaften des Frankfurter FC Kickers ihre Spielstärke unter Beweis: Die erste Mannschaft schlug eine Mannheimer Auswahl und die zweite Mannschaft den FSV Frankfurt. Am 9. Dezember 1900 sicherte ein Treffer von Walther Bensemann den Sieg über Viktoria 94 Hanau. Eine Woche später gelang der Mannschaft mit einem 2:0-Erfolg im Rahmen der Süddeutschen Meisterschaft über den FC Hanau 93 eine Sensation: Über mehrere Jahre hinweg war es zuvor keiner Frankfurter Mannschaft gelungen, Hanau 1893 zu schlagen.
1901/02 nahm der FFC 1899 Kickers erstmals an der Meisterschaft des Frankfurter Association Bunds (FAB) teil und belegte hinter Victoria den zweiten Platz. In den Endrundenspielen um die Süddeutsche Meisterschaft nahm der FC Hanau 93 Revanche und schaltete die Kickers mit 5:1 aus. In der darauf folgenden Spielzeit war hingegen erst im Halbfinalspiel der Nordgruppe nach einer 2:3-Niederlage gegen den FC Darmstadt Schluss. 1904 gewannen die Kickers, wie sie sich der Einfachheit halber seit 1904 nannten, alle Spiele gegen die Viktoria, Germania Bockenheim und den FSV und wurden erstmals FAB-Meister.
In der Runde 1906/07 des süddeutschen Verbandes gewannen die Kickers erstmals die Meisterschaft in der Südmaingau-Klasse, bei der anschließenden Nordkreismeisterschaft belegte man aber hinter dem FC Hanau 93, dem Mannheimer FG 96, dem SV Wiesbaden und vor Pfalz Ludwigshafen und Amicita Bockenheim nur den vierten Platz. Gleichzeitig hatte man ab dieser Saison mit finanziellen Schwierigkeiten zu kämpfen, nachdem der Kassenführer Vereinsgelder in Höhe von 900 Mark veruntreut hatte. Dennoch gewannen die Kickers auch in der darauf folgenden Spielzeit die Meisterschaft im Südmaingau, scheiterte aber wiederum in der Nordkreismeisterschaft. Die Jahre 1904 bis 1908 gehörten zu den erfolgreichsten der Frankfurter Kickers. Mit Fritz Becker wurde ein Stürmer aus den Reihen der Mannschaft für das erste offizielle Länderspiel einer deutschen Nationalmannschaft am 5. April 1908 berufen. Becker erzielte bei der 3:5-Niederlage gegen die Schweiz zwei Tore.
Ab der Spielzeit 1908/09 präsentierten sich die Kickers überraschend schwach. In dieser Runde galt es, im Bezirk 1 des Nordkreises die Qualifikation für die für das folgende Jahr vorgesehene eingleisige Nordkreisliga zu meistern, was mit dem dritten Platz hinter dem FSV und Viktoria 94 Hanau noch gelang. In der neuen Nordkreisliga, in dem sich eine im Umbruch befindliche Kickers-Mannschaft gegen starke Konkurrenz behaupten musste, belegte man in den Runden 1909/10 und 1910/11 immerhin einen sechsten Platz.
Nach Beendigung der Meisterschaftsspiele traten die Kickers im Frühjahr 1911 noch zu Freundschaftsspielen bei Phönix Karlsruhe (0:1) und Pfeil Nürnberg (2:0) an. Anschließend wurde die Fusion mit Viktoria Frankfurt vollzogen, unter dem neuen Namen Frankfurter Fußball-Verein fand am 7. Mai 1911 das erste Spiel gegen den Freiburger FC statt.

## Spielstätten
Eines der größten Probleme des Vereins war das Fehlen eines eigenen Sportplatzes. Anfänglich teilte man sich die „Hundswiese“ mit anderen Mannschaften, als im Sommer 1904 noch immer keine eigene Anlage gefunden worden war, wurde eine Fusion mit dem FC Frankfurt 1880 erwogen, der gerade eine neue Anlage an der Louisa bezogen hatte, aber Probleme mit Nachwuchsspielern hatte. Eine Generalversammlung des FFC 1880 lehnte diesen Zusammenschluss jedoch ab, so dass die Kickers auf der Hundswiese Nachbarn der Germania und Victoria blieben. Als vor der Saison 1906/07 durch den Verband beschlossen wurde, Spiele der ersten Mannschaften nur noch auf geschlossenen Sportplätzen zuzulassen, stellte sich die Spielortfrage erneut. Ein Zusammenschluss mit der Germania wurde von den Mitgliedern vehement abgelehnt, man einigte sich jedoch mit den Germanen über eine vorübergehende Mitbenutzung des eingezäunten Platzes.
Im Dezember 1907 wurden Verhandlungen mit dem Fußball-Verein Frankfurt, einer Vereinigung von Kaufleuten, über die Übernahme dessen Platzes an der Forsthausstraße geführt. Diese führten zum gewünschten Erfolg, nachdem die Mitglieder auf einer Versammlung am 10. Januar 1908 zugestimmt hatten. Als Konzession für die Überlassung der Spielstätte wurde der Verein in Fußball-Verein Frankfurter Kickers umbenannt und ein Mitglied des ehemaligen FV Frankfurt zum 2. Vorsitzenden ernannt. Der stadteigene Platz befand sich jedoch in einem schlechten Zustand, so dass die Kickers ihren alten Standort Hundswiese nicht aufgaben.